# Ludwig Leichhardt
Friedrich Wilhelm Ludwig Leichhardt (Brandemburgo, 23 de outubro de 1813 – Austrália, 1848) foi um explorador e naturalista prussiano que fez três expedições na Austrália e desapareceu na última: o seu corpo nunca foi encontrado.

## Biografia
Nasceu em Sabrodt, então Prússia (hoje Brandemburgo, Alemanha).
Entre 1831 e 1836 Leichhardt estudou filosofia, línguas e ciências naturais nas universidades de Berlim e de Göttingen mas não obteve nenhum diploma universitário. Em Inglaterra estudou no Museu Britânico em Londres e no Jardin des Plantes em Paris. Pesquisou em várias áreas e em muitos países diferentes, incluindo França, Itália e Suíça.
Em 1842, partiu para Sydney de onde organizou três expedições importantes:
A primeira partiu de 1 de outubro de 1844 de Jimbour nos Darling Downs (sudeste da Austrália) e terminou após uma viagem terrestre de cerca de 4 800 km em Port Essington na costa norte, em 17 de dezembro de 1845. O Journal of an Overland Expedition in Australia, from Moreton Bay to Port Essington, a Distance of Upwards of 3 000 Miles, During the Years 1844-1845 escrito por Leichhardt descreve esta expedição.
A segunda expedição começou em dezembro de 1846, e era suposto percorrer os Darling Downs da costa ocidental e depois ir até ao rio Swan e Perth. Percorridos 800 km, a expedição foi obrigada e alterar caminho em junho de 1847 por causa de fortes chuvas, da malária e falta de alimentação. Depois de ter recuperado, Leichhardt passa 6 semanas em 1847 à estudar o curso do rio Condamine e a região entre a rota seguida por uma outra expedição, a de Thomas Mitchell em 1846 e a rota da sua própria expedição.
Em março de 1848, partiu do rio Condamine para o rio Swan. Foi visto pela última vez em 3 de abril de 1848 em McPherson's Station, Coogoon nos Darling Downs. O seu desaparecimento no interior da Austrália continua a ser um mistério.

## Trabalhos literários
- Leichhardt, Ludwig (1847), Journal of an overland expedition in Australia, from Moreton Bay to Port Essington, a distance of upwards of 3000 miles, during the years 1844–1845, T. & W. Boone, available online
- Cartas de Leichhardt para seu colega de equipe de expedição Frederick Isaac são mantidas na Biblioteca Estadual de Nova Gales do Sul.[2][3]
- A correspondência de Ludwig Leichhardt e documentos diversos, 1841-1847, são mantidos na Biblioteca Estadual de Nova Gales do Sul (MLMSS 683 / Volume 2) e estão disponíveis online